# Athens (Geórgia)
Athens é uma cidade localizada no estado americano da Geórgia, no Condado de Clarke. Foi fundada em 27 de janeiro de 1785, e incorporada em 24 de agosto de 1872.
Segundo o censo nacional de 2010, a sua área é de 306 km², dos quais 5 km² são cobertos por água. Sua população é de 115 452 habitantes, e sua densidade populacional é de 383,1 hab/km². É a quinta cidade mais populosa do estado. Possui 50 475 residências, que resulta em uma densidade de 167,48 residências/km².
Athens é conhecida como uma cidade de universidade e possui grande efervescência cultural. A densidade demográfica de artistas da música saídos de lá é impressionante. Chamada nos anos 1980 de a "Capital do College Rock", a cidade é o berço de bandas como R.E.M., B-52's, Pylon, The Dbs e Love Tractor.
O 40 Watt Club é uma casa de shows por onde já passaram todas estas bandas e funciona até hoje; sendo a casa de outras bandas da cena musical da Georgia, como o coletivo musical Elephant 6: Of Montreal, Olivia Tremor Control, Elf Power etc.